# Wyładowania atmosferyczne nad Catatumbo

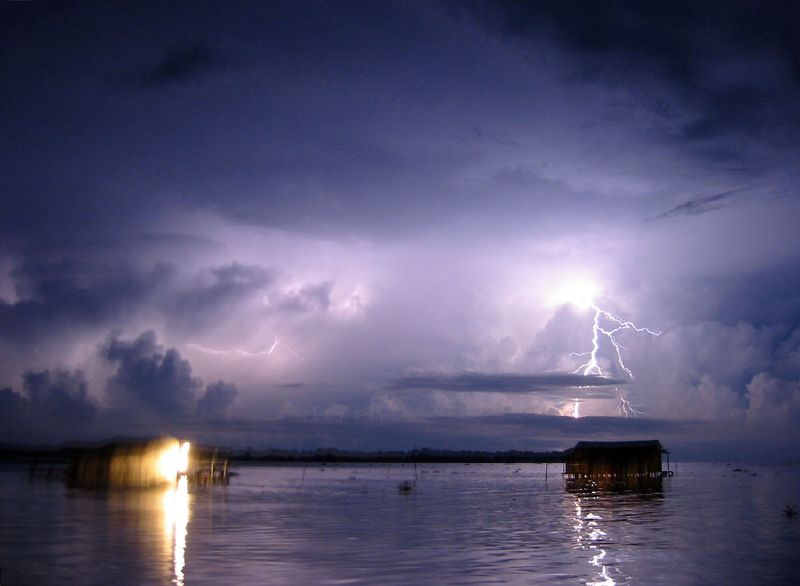
Błyskawice nad Catatumbo w nocy

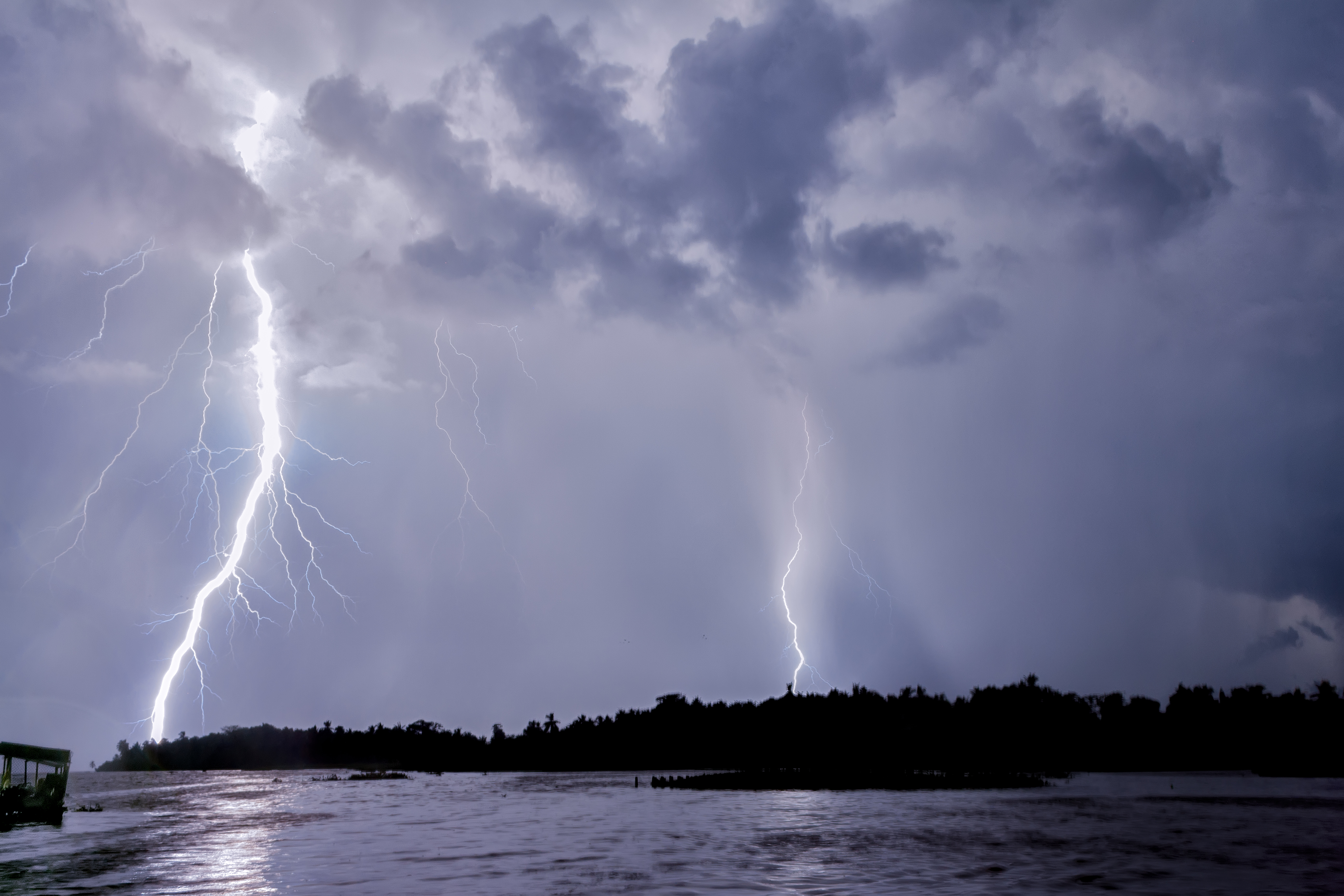
Błyskawice nad Catatumbo w nocy

Wyładowania atmosferyczne nad Catatumbo (hiszp. Relámpago del Catatumbo) – fenomen przyrodniczy w Wenezueli u ujścia rzeki Catatumbo do jeziora Maracaibo, w Parku Narodowym Ciénagas del Catatumbo, polegający na bardzo intensywnych wyładowaniach atmosferycznych, trwających ok. 300 dni w roku przez ok. 9 godzin dziennie. 
Jezioro Maracaibo jest regionem o najwyższej intensywności wyładowań na świecie. Szacuje się, że w ciągu godziny uderza średnio 250 piorunów. 
Światło generowane przez wyładowania jest widoczne z odległości setek kilometrów i wykorzystywane było do nawigacji przez załogi statków, stąd też zyskało przydomek „latarni z Maracaibo” i „latarni Catatumbo”. W 1499 roku Amerigo Vespucci dotarł do jeziora Maracaibo, gdzie znajdowała się osada z chat na palach, którą nazwał Wenezuelą lub „małą Wenecją”. Hiszpański pisarz Lope de Vega (1562–1635) wzmiankował wyładowania nad Catatumbo w swoim wierszu La Dragontea (1598). Współcześnie fenomen nazywany jest również „nigdy niekończącą się burzą nad Catatumbo” i stał się atrakcją turystyczną. W 2013 roku region jeziora Maracaibo został wpisany do Księgi rekordów Guinnessa jako region o najwyższej intensywności wyładowań na świecie.

## Powstawanie wyładowań

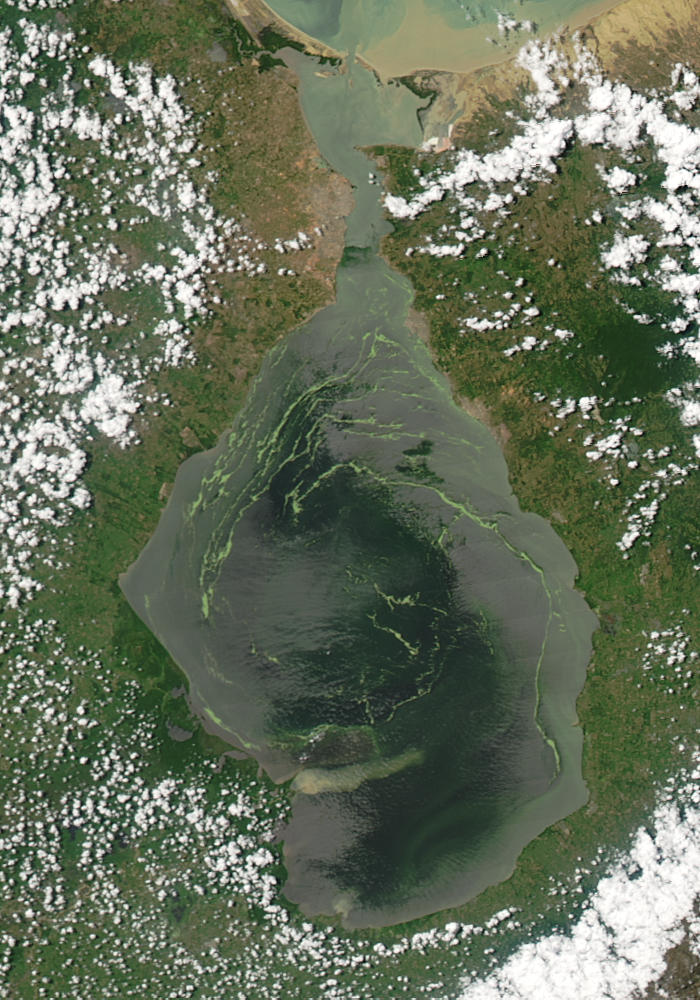
Warunki topograficzne jeziora Maracaibo

Wyładowania nad Catatumbo powstają w wyjątkowych warunkach topograficznych – jezioro Maracaibo zamknięte jest z trzech stron grzbietami górskimi, jedynie od północy otwiera się na Zatokę Wenezuelską z jej ciepłymi wodami. O zachodzie słońca silne wiatry uderzają w góry, podrywając ciepłe powietrze do góry. Wówczas tworzą się gęste chmury deszczowe – cumulonimbusy, a kiedy kropelki wody z wilgotnego powietrza zderzają się z kryształkami lodu z zimnego powietrza, wytwarzają się ładunki elektrostatyczne. Największa liczba wyładowań przypada na okresy od sierpnia do października i od maja do lipca.